# Тимошенко Людмила Вікторівна
Людмила Тимошенко (нар. 16 жовтня 1978, Державінськ, Казахська РСР) — українська письменниця, сценарист, драматург, художниця, викладач. Доктор політичних наук, кандидат філософських наук. Співзасновниця Театру Драматургів.

## Біографія
Народилася у Північному Казахстані в родині українського військового. До семи років виховувалась бабусею Тимошенко Тетяною Іларіонівною в м. Овруч Житомирської області. Історії, почуті у дитинстві протягом овруцького періоду, лягли в основу п'єси «П'ять Пісень Полісся»
Закінчила Львівська загальноосвітня школа I—III ступенів № 50 імені Антона Макаренка Навчалася на філософському факультеті Львівського національного університету ім. Івана Франка. Захистила кандидатську дисертацію зі спеціальності «Соціальна філософія та філософія історії» (2004) і Докторську дисертацію зі спеціальності «Теорія та історія політичної науки» (2013).  
З 2010 року живе і працює в Києві на кафедрі Міжнародних відносин Національного університету біоресурсів і природокористування України. Викладає політологію і соціологію.
З початку російського вторгнення в Україну 2022 живе і працює у м. Штутгарт.  

## Творчість в Україні
Як авторка, Людмила Тимошенко зробила значний внесок у розвиток сучасної української драматургії. У 2013 році майбутня авторка відвідала фестиваль сучасної драматургії в Києві, що стало переломним моментом у її кар’єрі. Того ж року вона написала свою першу п’єсу під назвою «ГКЧП», яка розповідає історію двох дівчат-підлітків, що відвідують піонерський табір. Вже наступного року цю п’єсу відібрали для участі у тому ж фестивалі, і пізніше вона стала основою для короткометражного фільму.
П'єси, написані Людою Тимощенко з 2013 року, були перекладені кількома мовами та представлені на різних українських та міжнародних фестивалях. Її найуспішніша п’єса, «П’ять пісень з Полісся» (2021), отримала Гран-прі конкурсу «Липневий мед» (Україна), виграла конкурс «Драма в русі» Українського інституту, увійшла до шортлиста театрального конкурсу Drama UA і стала фіналістом театрального конкурсу Aurora (Польща, 2022).
У 2013 році Люда Тимощенко почала ілюструвати свої тексти власними малюнками. П'єси Людмили Тимошенко перекладено англійською, німецькою, польською, фінською, румунською, словацькою мовами.

### «П'ять Пісень Полісся»
«П'ять Пісень Полісся» — п'єса Людмили Тимошенко про події, які трапилися на українському Поліссі за останні 100 років. П'ять коротких історій в яких поєднуються міські легенди та сільські бувальщини, кожна з яких є частиною літопису Поліського краю, що дозволяє глядачам дізнатися більше про себе. Людмила Тимошенко зазначає, що ці історії вона чула ще в дитинстві від бабусі та записувала їх під час відвідувань Житомирської області. П'єса відзначається живою мовою персонажів та своєрідною структурою. Кожна з п'яти історій має свою атмосферу, жорсткий, похмурий, іноді кримінальний сюжет, що не є типовим для сучасної української драматургії.
«П'ять Пісень Полісся» є найбільш відомим твором Людмили Тимошенко, який було відзначено нагородами: гран прі конкурсу «Липневий мед» (Україна); шорт-ліст фестивалю Драма UA (Україна); фіналіст конкурсу від Українського інституту «Transmission.UA: drama on the move. United Kingdom»; фіналіст міжнародного конкурсу «Aurora» (Польща, 2022), рекомендація комітету Eurodram (2023).
Вистави за п'єсою Людмили Тимошенко «П'ять Пісень Полісся» йдуть у багатьох українських театрах, зокрема:   
- Український малий драматичний театр (Київ)[3]
- Національний драматичний театр ім. Марії Заньковецької (Львів)[11]
- Рівненський обласний академічний музично-драматичний театр[12]
- Чернігівський обласний академічний український музично-драматичний театр ім. Т. Г. Шевченка[13]
- Сумський Національний академічний театр ім. М. Щепкіна[14]
- Луцький театр «Гармидер»[15]
- Київському Малому драматичному театрі[16]
- Муніципальному театрі  Бориспільської міської ради Київської області "Березіль"[17]

### «Театр Драматургів»

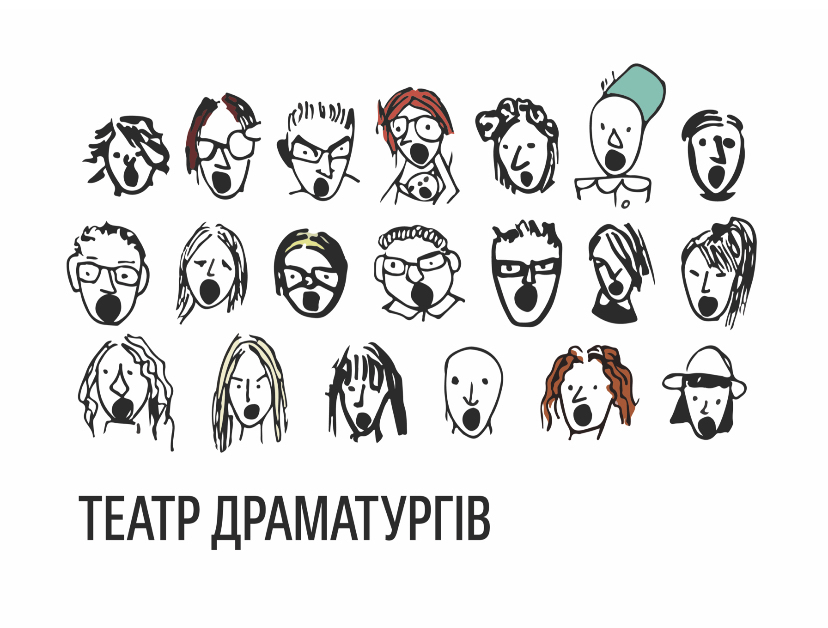
Лого «Театру Драматургів», Людмила Тимошенко

В 2020 році в м. Києві було засновано «Театр Драматургів», Людмила Тимошенко належить до групи засновників та є авторкою лого театру. Театр був створений платформа для презентації текстів, навчання та обміну досвідом драматургів та підвищення ролі автора в українському соціумі. «Театр Драматургів» відомий за межами України як Theater of Playwrights.

#### Проект Worldwide Ukrainian Play Readings
Після початку повномасштабного вторгнення Росії в Україну, в березні 2022 року американський письменник, театральний критик і літературний перекладач Джон Фрідман звернувся до авторів Театру Драматургів з пропозицією написати короткі тексти про події початку Великої війни з метою представлення їх на театральних майданчиках в усьому світі. Людмила Тимошенко є однією з авторів, що брали участь у проекті. Перші 20 текстів розпочали цей процес, до якого згодом приєдналися інші українські драматурги. Зрештою ця ініціатива поширилася у понад 600 читань в 40 країнах світу.  311 текстів було перекладено 12 мовами.
У цей проект увійшло 4 тексти Людмили Тимошенко. Зокрема тексти: «Моя Тара», «Моя мама - чайник», «Фокус-Покус», «Умовні знаки».
За текстами двадцяти авторів Театру Драматургів було видано збірник «Щоденник емоцій під час війни» за редакцією Джона Фрідмана у видавництві Laertess Press. Книжка увійшла в топ-50 найкращих книг року (21 позиція) за версією Telegraph Books. До цієї збірки увійшов текст Людмили Тимошенко «Моя Тара».

### Кінематограф
За мотивами п'єси «Золоті лосини» Людмили Тимошенко та у співавторстві з режисером Аркадієм Непиталюком був написаний сценарій для короткометражного фільму «ГКЧП» (англ. назва фільму Golden Leggins), який отримав перемогу (Best Live Action) на Берлінському Interfilm festival 2023. Прем'єра фільму в Україні відбулася 1 грудня 2022 (онлайн) та 2 листопада 2023 (прокат).
У співавторстві з режисером Аркадієм Непиталюком був написаний сценарій фільму «Уроки толерантності» (2024), який був включений в програму кінофестивалю OFF CAMERA у Кракові.

## Творчість в Німеччині
У Schauspiel Stuttgart було реалізовано декілька проектів Людмили Тимошенко  присвячених Україні. Зокрема вистава «Зальот» за її п'єсою «Дядя Міша проходить мимо»  Українського малого драматичного театру. Київська прем'єра мала відбутися 25 лютого 2022 року, проте внаслідок російської агресії її було скасовано. Трупу театру було запрошено до Штутгарта, де світова прем'єра  відбулася 5-6 червня 2022 р. на камерній сцені Schauspiel Stuttgart.
У листопаді 2022 року в холі Schauspiel Stuttgart було відкрито аудіовізуальну інсталяцію «Невишневий сад», кураторкою якої виступила Людмила Тимошенко. В межах інсталяції було представлено аудіозаписи на основі текстів п'ятнадцяти співзасновників Театру Драматургів, присвячених російській зброї, яка носить назви дерев. Ілюстрації для перформансу виконала київська художниця Анна Щербина. Прем'єра вистави за текстами «Невишневого саду» відбулася у київському Театрі Драматургів 23 квітня 2023 року. Режисером виступив Ігор Білиць.
6 травня 2023 року у Schauspiel Stuttgart стартувала прем'єра вистави-аудіопрогулянки «City X» за текстом Людмили Тимошенко, написаним в співавторстві з Мариною Смілянець. Режисером проекту виступив Гернот Грюнвальд, акторами — українські біженці. У виставі німецьким глядачам було показано буденне життя українських громадян, що проживають у прифронтових зонах.
У травні 2024 року у холі камерного театру Schauspiel Stuttgart відбулося сценічне читання тексту п'єси Людмили Тимошенко «П'ять Пісень Полісся». Режисером читання виступив Том-Герні Льоверштром. Драма «П'ять Пісень Полісся» також увійшла до збірки української драматургії «Zeitreisen durch die Gegenwart» видавництва Neofelis у німецькому перекладі Лідії Нагель.
У червні 2024 року у холі Schauspiel Stuttgart відбулося відкриття аудіовізуальної інсталяції «Migrant birds» за текстами-інтерв'ю Людмили Тимошенко. Було представлено десять аудіоісторій українських підлітків, які після повномасштабного вторгнення знайшли притулок на землі Баден-Вюртембергу. Аудіозапис було виконано німецькою і українською мовами. Українську озвучку здійснили підлітки — герої історій. Ілюстрації до інсталяції створила Людмила Тимошенко.

## Список творів Людмили Тимошенко
Список творів Людмили Тимошенко:
- «Синдром НОЛ» — драма
- «Дядя Міша проходить мимо» — драма
- «Віднесені вітром» — драма
- «Червоний Аґрус» — мюзікл«Фокус-покус» — драма
- «Історія одного провізора, або Малайські панголіни ні в чому не винні» — драма
- «Золоті лосіни» (2013) — п'єса про підліткову дружбу (шорт-лист трьох драматургічних фестивалів — «Тижня актуальної п'єси», «Любімовки» і «Вільного театру»)[1]
- «Не мона відержат» (2014) — комедія-балаган за мотивами твору «За двома зайцями» М. Старицького (шорт-лист «Тижня актуальної п'єси»);
- «Таємний агент Христина» (2015) — міні-п'єса про гріхопадіння (шорт-лист «Тижня актуальної п'єси»);
- «Якось в Морському» (2015) — дитяча п'єса про толерантність без хепі-енда;
- «Богадільня» (2016) — футуристична драма на три дії і епілог (шорт-лист «Тижня актуальної п'єси»);
- «Без трусів» (2017) — ексцентрична комедія у співавторстві з Андрієм Бондаренком (спецвідзнака організаторів «Тижня актуальної п'єси»);
- «Дурний Микола» (2018) — романтична драма (шорт-лист «Тижня актуальної п'єси», шорт-лист «Драма.Uа»);
- «Поминки» (2019) — сімейна сага (шорт-лист «Тижня актуальної п'єси»);
- «П'ять Пісень Полісся» (2020) — соціальна драма[35]
- «Зальот» (2022)

Після початку російського вторгнення в Україну 2022 року Люмила Тимошенко написала серію творів, які були перекладені на іноземні мови та презентовані на міжнародних сценах, зокрема в Schauspiel Stuttgart: 
- «Монолог без назви» (2022)
- «Моя мама» — чайник (2022)
- «Коти-біженці» (2022)
- «Моя Тара» (2022)
- «Умовні знаки» (2022)
- «Фокус-покус» (2022)
- «Невишневий сад» (2022)
- Ship. Bridge. Body (2023)
- City X (2023)
- Migrant Birtd (2023)